# Geiselnahme in der iranischen Botschaft in London 1980
Die Geiselnahme in der iranischen Botschaft in London 1980 (englisch Iranian Embassy Siege, dt.: Belagerung der iranischen Botschaft) war eine von arabischen Terroristen durchgeführte Aktion. Die Besetzung und Geiselnahme wurde nach sechs Tagen mit der Operation Nimrod, einem vom Special Air Service (SAS), der bekanntesten britischen militärischen Spezialeinheit, durchgeführten Unternehmen, durch Stürmen des Gebäudes beendet. Die Ereignisse gingen durch die Weltnachrichten und wurden teilweise live übertragen. Die erfolgreiche Befreiung der Botschaft brachte dem SAS weltweite Aufmerksamkeit.

## Hintergrund
Gegen 11:30 Uhr am Morgen des 30. April 1980 besetzte eine aus sechs Geiselnehmern bestehende Gruppe, die sich selbst Demokratische Revolutionäre Bewegung für die Befreiung Arabistans nannte, das Gebäude 16 Princes Gate in South Kensington im Zentrum Londons. Anfänglich verlangten sie Autonomie für die ölreiche Region Chuzestan im Südwesten des Irans; später forderten sie die Freilassung von 91 ihrer Gesinnungsgenossen aus iranischen Gefängnissen. Von den 26 Geiseln wurden fünf in den folgenden Tagen freigelassen.
Verhandlungsführer der Polizei versuchten, die Geiselnehmer durch die Versorgung mit Nahrungsmitteln und Zigaretten zu besänftigen. Trotzdem drohten die Terroristen in einer von der BBC gesendeten Erklärung mit der Erschießung einer Geisel. Der irakische Verbindungsmann der Gruppe hatte ihnen versprochen, dass der jordanische Botschafter eingreifen würde, um eine sichere Flucht zu ermöglichen. Als klar wurde, dass dies nicht geschehen würde, verschlechterte sich die Lage in der Botschaft zunehmend. Vor der abgesperrten Botschaft demonstrierten Chomeini-Anhänger und boten an, gegen Geiseln ausgetauscht zu werden.
Am sechsten Tag der Besetzung wurde der iranische Presseattaché der Botschaft, Abbas Lavasani, der sich freiwillig gemeldet hatte, von den Terroristen getötet und seine Leiche anschließend aus dem Gebäude geworfen. Dies markierte die brutale Eskalation der Situation und stärkte Premierministerin Margaret Thatcher in ihrer Entscheidung, mit der Operation Nimrod fortzufahren. Die Anordnung, den SAS, dessen Mitglieder für Antiterroreinsätze ausgebildet worden waren, herzubeordern, wurde bereits in den ersten Stunden der Geiselnahme gegeben. Als die erste Geisel erschossen wurde, gab der Polizeichef von London, David McNee, die Zuständigkeit an das Verteidigungsministerium ab. Von nun an handelte es sich nicht mehr um einen Polizeieinsatz, sondern um eine militärische Operation.
Der anfangs zurückgehaltene SAS musste nun eine gewaltsame Befreiungsaktion unter den Augen der Weltöffentlichkeit durchführen. Während sie in Position gingen, wurde die Anflughöhe auf den London Heathrow Airport gesenkt, um durch den Lärm das Eindringen der Spezialeinheit zu decken. In einer Nachbarstraße wurde begonnen, Bohrarbeiten durchzuführen, was jedoch wieder eingestellt wurde, da es die Schützen zu sehr irritierte.

## Befreiung

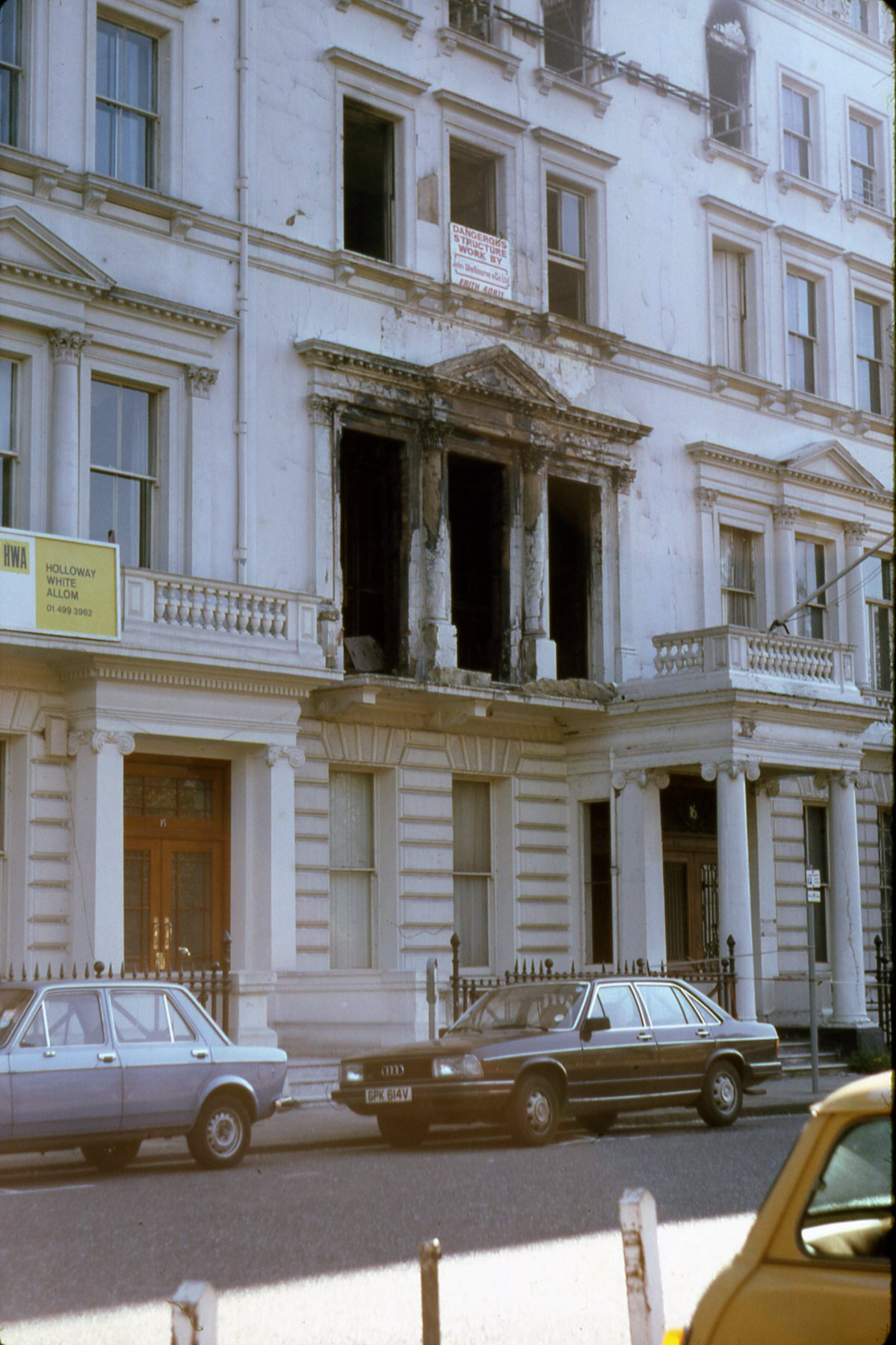
Brandschäden am Botschaftsgebäude kurz nach der Geiselbefreiung

Die Befreiung selbst begann am 5. Mai 1980 um 19:23 Uhr am hinteren Teil des Gebäudes mit der Explosion einer Sprengladung an einer Treppe, 23 Minuten nachdem die tote Geisel aus dem Gebäude geworfen worden war. Dies war das Signal für einen Teil des SAS, sich vom Dach abzuseilen und das obere Stockwerk durch die Fenster zu stürmen. Gleichzeitig wurde die Stromversorgung des Botschaftsgebäudes abgestellt. Zur selben Zeit benutzte ein anderes Angriffsteam spezielle Geräte (im Englischen frame charges, dt.: „Rahmenladungen“ genannt), um die Fenster an der Front des Gebäudes, die dort gelegenen Räume unter Feuer nehmend, zu entfernen. Währenddessen hatte der Polizist Trevor Lock, der in der Botschaft als Wache Dienst hatte, eine Begegnung mit Salim, dem Anführer der Bewaffneten. Als ein SAS-Offizier am Fenster erschien, stieß Lock den Terroristen beiseite und hinderte ihn damit daran zu schießen. Das britische Kommando kam daraufhin in den Raum und erschoss Salim. Trevor Lock erhielt dafür später die George Medal.
In der Panik und der Verwirrung, die den Explosionen folgte, begannen die Geiselnehmer, im zweiten Stockwerk auf die männlichen Geiseln zu schießen. Eine Geisel, der 31-jährige Ali Samadzadeh, wurde dabei getötet, zwei weitere wurden verletzt.
Anderen Geiseln zufolge entschieden sich die Terroristen dann, aufzugeben und ihre Waffen aus dem Fenster zu werfen. Der SAS betrat den Raum und verlangte von den Terroristen, sich zu identifizieren. Zwei der Geiselnehmer wurden sofort erschossen. Die Geiseln wurden vom SAS aus dem brennenden Gebäude gebracht. Im Verlauf dessen wurde ein weiterer Terrorist von Spezialkräften erschossen. Außerhalb der Botschaft wurden die Geiseln zu wartenden Krankenwagen geführt. Ein sechster Bewaffneter, Fowzi Badavi Nejad, wurde unter ihnen entdeckt und von der Polizei abgeführt.
Die gesamte Operation Nimrod hatte weniger als 15 Minuten gedauert. Im Rahmen der Operation wurden fünf der sechs Terroristen getötet. Eine Geisel starb und zwei weitere Geiseln wurden verletzt. Auch ein SAS-Mitglied, „Tak“ Takavesi, wurde bei der Aktion von aus dem Gebäude hochschlagenden Flammen verletzt, als er sich in seinem Seil verhedderte, führte den Einsatz aber zu Ende. 19 Geiseln wurden in Sicherheit gebracht.

## Folgen
Es gab einige Kontroversen über die Erschießung einiger Geiselnehmer, insbesondere der beiden, die die iranischen Geiseln bewachten. Gegen Ende der Operation Nimrod überredeten die Geiseln diese aufzugeben. Die Geiseln sahen, wie sie ihre Waffen aus dem Fenster warfen und sich mit den Händen über dem Kopf auf den Boden setzten. Aus dem Fenster geworfene Waffen und eine weiße Flagge wurden auch von Videokameras außerhalb beobachtet. Ahmad Dadgar, eine der verletzten Geiseln, sagte über den SAS:

„Dann nahmen sie die beiden Terroristen, drückten sie gegen die Wand und erschossen sie. Sie wollten sie erledigen. Das war ihr Job.“

Er sagte des Weiteren, dass „sie eventuell etwas in den Taschen hatten, aber zu dieser Zeit sicher keine Waffen in den Händen.“ Diese Aussage wurde von zwei weiteren Geiseln bestätigt.
Lange Zeit nach der Geiselnahme wurde berichtet, dass der letzte überlebende Geiselnehmer von einem SAS-Offizier zurück zum Gebäude geführt wurde, nachdem er unter den Geiseln gefunden worden war – möglicherweise, um ihn zu erschießen. Dies wurde jedoch durch die anwesenden Medien verhindert. In einer späteren Untersuchung wurde der SAS von jeglichen Vorwürfen freigesprochen. Der einzige überlebende Geiselnehmer Fowzi Nejad wurde für seine Teilnahme an der Geiselnahme zu einer lebenslangen Freiheitsstrafe verurteilt. Im Jahre 2008 wurde er aus der Haft entlassen. Er lebt in London.

## Kulturelle Rezeption
Das Stück Crossfire auf dem Album A der britischen Progressive-Rock-Band Jethro Tull handelt von einem Polizisten inmitten eines Schusswechsels. Während der Arbeit an dem Stück, dessen Titel bereits feststand und das laut Bandleader Ian Anderson thematisch „ohnehin in diese Richtung ging“, unterbrach Andersons Ehefrau die Proben, um auf die Berichterstattung zur Geiselnahme aufmerksam zu machen, woraufhin Bezugnahmen auf das konkrete Ereignis in den Text einflossen.
Der 2017 erschienene Spielfilm 6 Days von Regisseur Toa Fraser mit Mark Strong und Abbie Cornish verarbeitet die Befreiung der Geiseln durch ein SAS-Team filmisch.